# كرة المضرب في الألعاب الأولمبية الصيفية 2016
منافسات كرة المضرب في الألعاب الأولمبية الصيفية 2016 أقيمت في مركز كرة المضرب الأولمبي في ريو دي جانيرو في الفترة 6 إلى 14 أغسطس ولقد أقيمت المباريات على ملعب صلب. نافس ما مجموعه 172 لاعباً في خمسة أحداث: فردي الرجال، زوجي الرجال، فردي السيدات، زوجي السيدات والزوجي المختلط. أحداث كرة المضرب الأولمبية كانت برعاية اللجنة الأولمبية البرازيلية والاتحاد الدولي لكرة المضرب وهي ضمن جولات رابطة محترفي التنس ورابطة محترفات التنس.

## أبطال الدورة

### مسابقات الفردي

#### مسابقة الفردي رجال

##### مباراة الميدالية الذهبية
| مسابقة فردي الرجال – مباراة الميدالية الذهبية | مسابقة فردي الرجال – مباراة الميدالية الذهبية | مسابقة فردي الرجال – مباراة الميدالية الذهبية | مسابقة فردي الرجال – مباراة الميدالية الذهبية | مسابقة فردي الرجال – مباراة الميدالية الذهبية | مسابقة فردي الرجال – مباراة الميدالية الذهبية |
|                                               | خوان مارتن ديل بوترو                          | 5                                             | 6                                             | 2                                             | 5                                             |
|                                               | أندي موراي                                    | 7                                             | 4                                             | 6                                             | 7                                             |
| --------------------------------------------- | --------------------------------------------- | --------------------------------------------- | --------------------------------------------- | --------------------------------------------- | --------------------------------------------- |

##### مباراة الميدالية البرونزية
| مسابقة فردي الرجال – مباراة الميدالية البرونزية | مسابقة فردي الرجال – مباراة الميدالية البرونزية | مسابقة فردي الرجال – مباراة الميدالية البرونزية | مسابقة فردي الرجال – مباراة الميدالية البرونزية | مسابقة فردي الرجال – مباراة الميدالية البرونزية |
|                                                 | رافاييل نادال                                   | 2                                               | 7                                               | 3                                               |
|                                                 | كي نيشيكوري                                     | 6                                               | 6                                               | 6                                               |
| ----------------------------------------------- | ----------------------------------------------- | ----------------------------------------------- | ----------------------------------------------- | ----------------------------------------------- |

#### مسابقة الفردي سيدات

##### مباراة الميدالية الذهبية
| مسابقة فردي السيدات – مباراة الميدالية الذهبية | مسابقة فردي السيدات – مباراة الميدالية الذهبية | مسابقة فردي السيدات – مباراة الميدالية الذهبية | مسابقة فردي السيدات – مباراة الميدالية الذهبية | مسابقة فردي السيدات – مباراة الميدالية الذهبية |
|                                                | مونيكا بويغ                                    | 6                                              | 4                                              | 6                                              |
|                                                | أنجليك كيربر                                   | 4                                              | 6                                              | 1                                              |
| ---------------------------------------------- | ---------------------------------------------- | ---------------------------------------------- | ---------------------------------------------- | ---------------------------------------------- |

##### مباراة الميدالية البرونزية
| مسابقة فردي السيدات – مباراة الميدالية البرونزية | مسابقة فردي السيدات – مباراة الميدالية البرونزية | مسابقة فردي السيدات – مباراة الميدالية البرونزية | مسابقة فردي السيدات – مباراة الميدالية البرونزية | مسابقة فردي السيدات – مباراة الميدالية البرونزية |
|                                                  | بيترا كفيتوفا                                    | 7                                                | 2                                                | 6                                                |
|                                                  | ماديسون كيز                                      | 5                                                | 6                                                | 2                                                |
| ------------------------------------------------ | ------------------------------------------------ | ------------------------------------------------ | ------------------------------------------------ | ------------------------------------------------ |

### مسابقات الزوجي

#### مسابقة الزوجي رجال

##### مباراة الميدالية الذهبية
| مسابقة زوجي الرجال – مباراة الميدالية الذهبية | مسابقة زوجي الرجال – مباراة الميدالية الذهبية | مسابقة زوجي الرجال – مباراة الميدالية الذهبية | مسابقة زوجي الرجال – مباراة الميدالية الذهبية | مسابقة زوجي الرجال – مباراة الميدالية الذهبية |
|                                               | فلورن ميرغيا / هوريا تيكاو                    | 2                                             | 6                                             | 4                                             |
|                                               | رافاييل نادال / مارك لوبيث                    | 6                                             | 3                                             | 6                                             |
| --------------------------------------------- | --------------------------------------------- | --------------------------------------------- | --------------------------------------------- | --------------------------------------------- |

##### مباراة الميدالية البرونزية
| مسابقة زوجي الرجال – مباراة الميدالية البرونزية | مسابقة زوجي الرجال – مباراة الميدالية البرونزية | مسابقة زوجي الرجال – مباراة الميدالية البرونزية | مسابقة زوجي الرجال – مباراة الميدالية البرونزية | مسابقة زوجي الرجال – مباراة الميدالية البرونزية |
|                                                 | ستيف جونسون / جاك سوك                           | 6                                               | 6                                               |                                                 |
|                                                 | دانييل نيستور / فاسيك بوسبيسيل                  | 2                                               | 4                                               |                                                 |
| ----------------------------------------------- | ----------------------------------------------- | ----------------------------------------------- | ----------------------------------------------- | ----------------------------------------------- |

#### مسابقة الزوجي سيدات

##### مباراة الميدالية الذهبية
| مسابقة زوجي السيدات – مباراة الميدالية الذهبية | مسابقة زوجي السيدات – مباراة الميدالية الذهبية | مسابقة زوجي السيدات – مباراة الميدالية الذهبية | مسابقة زوجي السيدات – مباراة الميدالية الذهبية | مسابقة زوجي السيدات – مباراة الميدالية الذهبية |
|                                                | إيكاترينا ماكاروفا / إيلينا فيسنينا            | 6                                              | 6                                              |                                                |
|                                                | تيميا باشينسكي / مارتينا هينجيز                | 4                                              | 4                                              |                                                |
| ---------------------------------------------- | ---------------------------------------------- | ---------------------------------------------- | ---------------------------------------------- | ---------------------------------------------- |

##### مباراة الميدالية البرونزية
| مسابقة زوجي السيدات – مباراة الميدالية البرونزية | مسابقة زوجي السيدات – مباراة الميدالية البرونزية | مسابقة زوجي السيدات – مباراة الميدالية البرونزية | مسابقة زوجي السيدات – مباراة الميدالية البرونزية | مسابقة زوجي السيدات – مباراة الميدالية البرونزية |
|                                                  | لوسي سافاروفا / باربورا ستريكوفا                 | 7                                                | 6                                                |                                                  |
|                                                  | أندريا هلافسكوفا / لوسي هراديكا                  | 5                                                | 1                                                |                                                  |
| ------------------------------------------------ | ------------------------------------------------ | ------------------------------------------------ | ------------------------------------------------ | ------------------------------------------------ |

#### مسابقة الزوجي مختلط

##### مباراة الميدالية الذهبية
| مسابقة زوجي مختلط – مباراة الميدالية الذهبية | مسابقة زوجي مختلط – مباراة الميدالية الذهبية | مسابقة زوجي مختلط – مباراة الميدالية الذهبية | مسابقة زوجي مختلط – مباراة الميدالية الذهبية | مسابقة زوجي مختلط – مباراة الميدالية الذهبية |
|                                              | بيثيان ماتيك ساندز / جاك سوك                 | 6                                            | 6                                            | 10                                           |
|                                              | فينوس ويليامز / راجيف رام                    | 7                                            | 1                                            | 7                                            |
| -------------------------------------------- | -------------------------------------------- | -------------------------------------------- | -------------------------------------------- | -------------------------------------------- |

##### مباراة الميدالية البرونزية
| مسابقة زوجي مختلط – مباراة الميدالية البرونزية | مسابقة زوجي مختلط – مباراة الميدالية البرونزية | مسابقة زوجي مختلط – مباراة الميدالية البرونزية | مسابقة زوجي مختلط – مباراة الميدالية البرونزية | مسابقة زوجي مختلط – مباراة الميدالية البرونزية |
|                                                | لوسي هراديكا / راديك ستيبانيك                  | 6                                              | 7                                              |                                                |
|                                                | سانيا ميرزا / روهان بوبانا                     | 1                                              | 5                                              |                                                |
| ---------------------------------------------- | ---------------------------------------------- | ---------------------------------------------- | ---------------------------------------------- | ---------------------------------------------- |

## جدول الميداليات
| الترتيب | منتخب            | ذهبية | فضية | برونزية | المجموع |
| 1       | الولايات المتحدة | 1     | 1    | 1       | 3       |
| 2       | بورتوريكو        | 1     | 0    | 0       | 1       |
| 2       | إسبانيا          | 1     | 0    | 0       | 1       |
| 2       | روسيا            | 1     | 0    | 0       | 1       |
| 2       | المملكة المتحدة  | 1     | 0    | 0       | 1       |
| 6       | ألمانيا          | 0     | 1    | 0       | 1       |
| 6       | رومانيا          | 0     | 1    | 0       | 1       |
| 6       | سويسرا           | 0     | 1    | 0       | 1       |
| 6       | الأرجنتين        | 0     | 1    | 0       | 1       |
| 10      | جمهورية التشيك   | 0     | 0    | 3       | 3       |
| 11      | اليابان          | 0     | 0    | 1       | 1       |
|         | المجموع          | 5     | 5    | 5       | 15      |
| ------- | ---------------- | ----- | ---- | ------- | ------- |